# Margaritaville (Lied)
Margaritaville ist ein 1977 veröffentlichter Country-Song des US-amerikanischen Sängers und Songwriters Jimmy Buffett. Er beschreibt das entspannte Leben eines Mannes, der eine Sommersaison am Strand verbringt, und wird als Ausdruck von Insel-Eskapismus verstanden. Der fiktive Ort Margaritaville steht für Key West in Florida.
Das Stück war Buffetts größter Hit und bildete die Grundlage für seinen außergewöhnlichen Wohlstand. Er verwendete den Begriff Margaritaville später für zahlreiche Gastronomie- und Tourismusprojekte.

## Entstehungsgeschichte

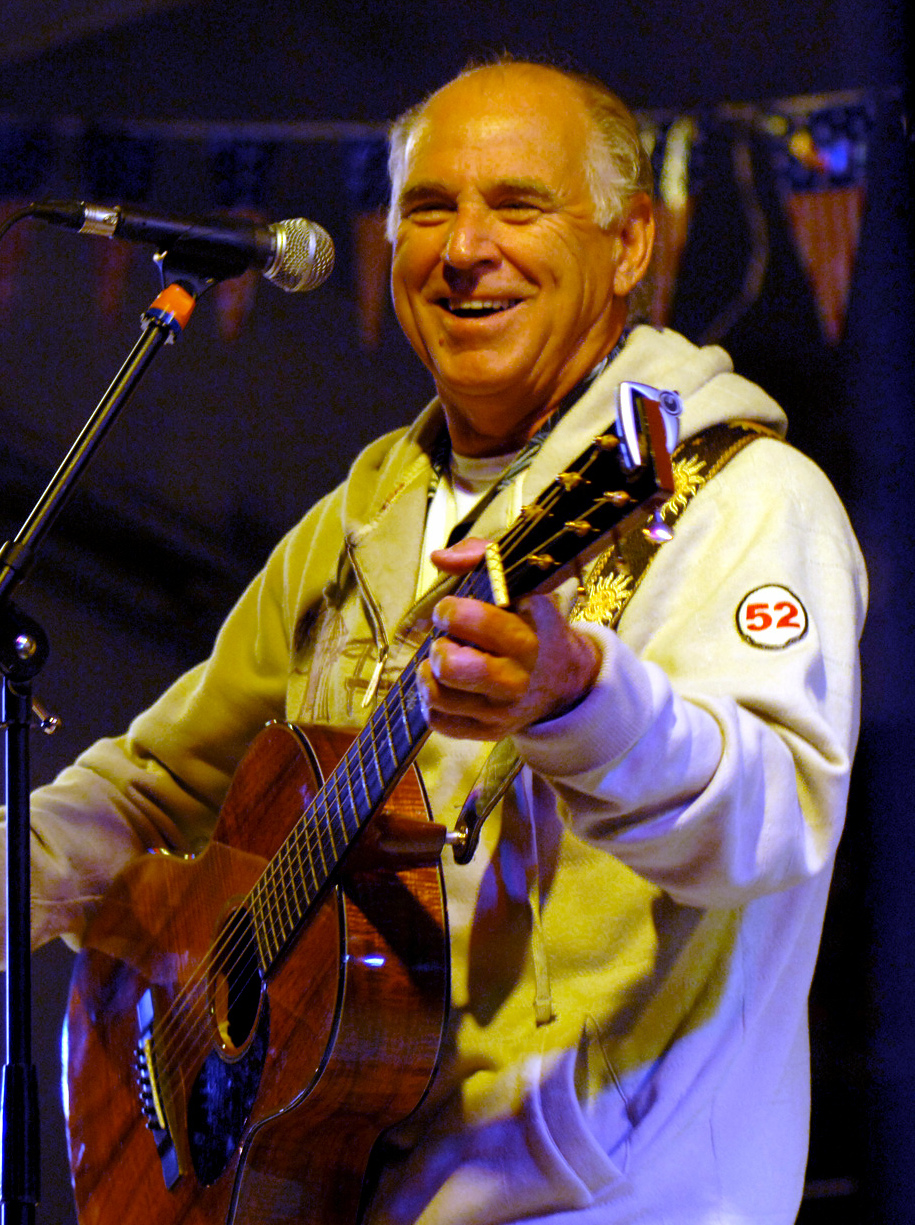
Jimmy Buffett (2008)

Der gelernte Journalist und Billboard-Autor Jimmy Buffett (1946–2023) brachte ab 1970 eine Reihe von Alben mit selbstgeschriebenen Songs heraus, die stilistisch im Bereich der Country- und Folk-Musik angesiedelt waren und sich nur schlecht verkauften. Etwa 1976 entwickelte Buffett, der zu dieser Zeit in Key West lebte, die Idee eines Albums mit Liedern über ein sorgenfreies, entspanntes Leben am Strand. Das Album erschien Anfang 1977 unter dem Titel Changes in Latitudes, Changes in Attitudes.
Eines der darauf enthaltenen Lieder war Margaritaville. Buffett hatte es zum Großteil im texanischen Austin geschrieben – je nach Quelle an einem Nachmittag oder am Morgen nach einem Konzert – und ursprünglich angedacht, es Wasting Away Again in Austin, Texasville zu nennen. Auf dem Rückweg nach Key West stellte er das Lied fertig, und kurz darauf spielte er es dort einige Male in der Bar, in der er arbeitete. Die Reaktion der Gäste nahm er als wohlwollend wahr, sodass er sich entschied, das Lied in sein 1977er-Album aufzunehmen. Den Titel änderte er in Margaritaville. Der Name bezieht sich auf den Cocktail Margarita, den der Protagonist des Liedes schätzt.

## Musik und Text

### Musik
Der Musikstil verbindet Elemente von Country, Folk und Calypso miteinander. Der Einsatz von Steel Drums, Marimbas und Congas schafft eine karibische Atmosphäre.

### Text
Das Lied besteht aus drei Strophen mit jeweils sechs Versen. Das Reimschema aller Strophen ist aa-b-cc-b. Der Refrain wird mit leichten Abwandlungen im Wortlaut dreimal gesungen.

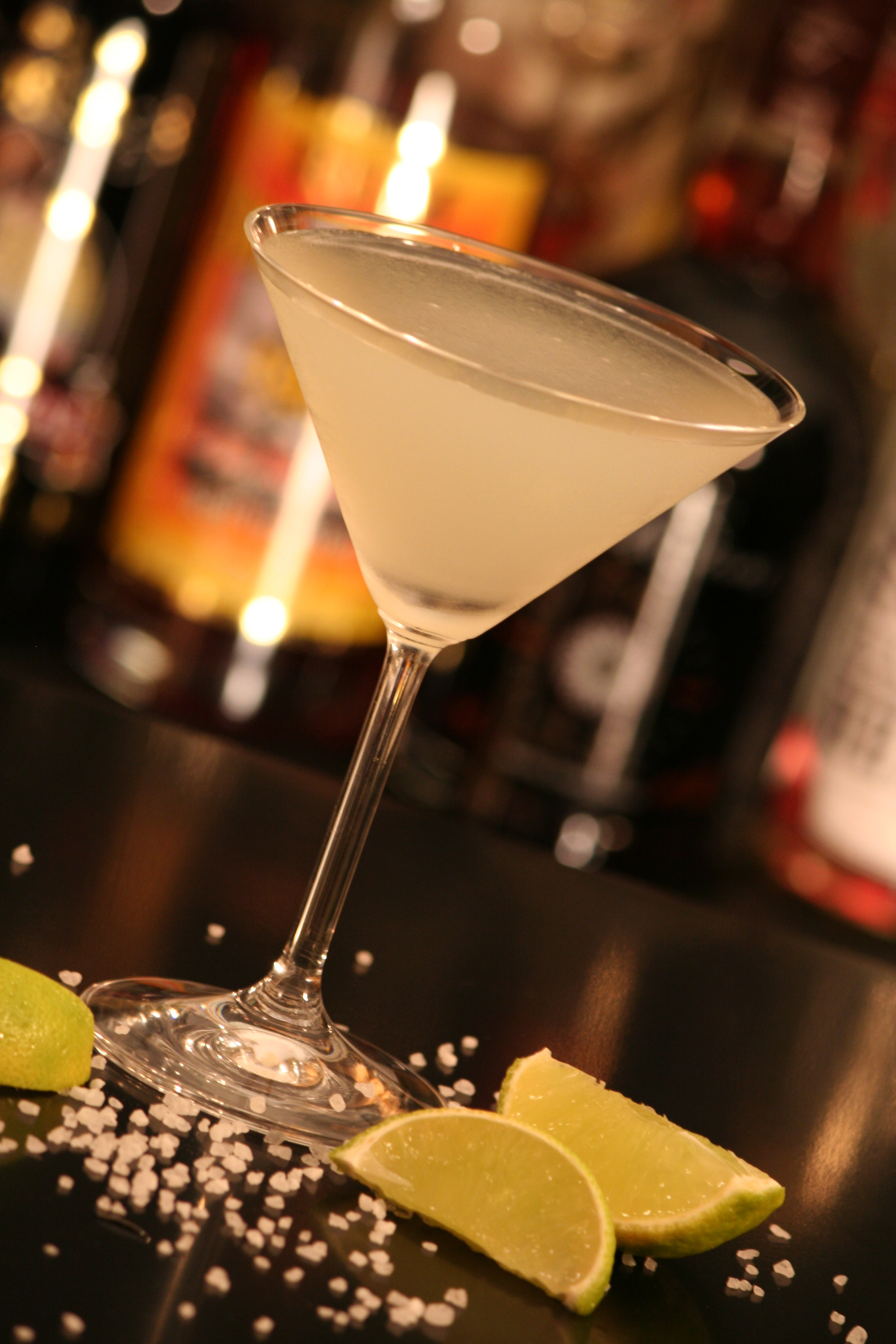
„Gefrorenes Gebräu“: Margarita

Die Geschichte entwickelt sich aus der Sicht eines Ich-Erzählers. Der Erzähler verbringt eine Sommersaison in einem Ferienresort in Strandnähe. Die Formulierung „Wastin’ away ...“ deutet an, dass er die Zeit einfach verstreichen lässt und in den Tag hineinlebt.
In den drei Strophen schildert der Erzähler verschiedene Formen des Zeitvertreibs. In der ersten Strophe sitzt er mit seiner Gitarre auf einer Schaukel auf der Veranda eines Strandhauses. Er ist damit beschäftigt, Touristen am Strand dabei zuzusehen, wie sie sich in der Sonne bräunen und Shrimps kochen. In der zweiten Strophe erklärt er, dass es gar nichts Neues bei ihm gebe, abgesehen von einem Tattoo, das eine junge mexikanische Schönheit abbildet. Er hat keine Erinnerung daran, wie es auf seinen Körper gekommen ist. In der dritten Strophe verletzt sich der Erzähler, als er auf den Rand einer Getränkedose tritt; er freut sich auf eine Margarita, die es ihm ermöglichen werde, weiter am Strand herumzuhängen. Der Begriff Margarita selbst fällt hier nicht; sie wird als „dieses gefrorene Gebräu“ („that frozen concoction“) umschrieben.
Der Refrain beginnt damit, dass der Erzähler seinen Salzstreuer sucht, der für die Zubereitung einer Margarita benötigt wird. Dabei denkt er an eine Frau. Mittelbar erschließt sich, dass er mit ihr in der Vergangenheit eine Beziehung hatte. Außenstehende erzählen ihm, das Scheitern der Beziehung sei die Schuld der Frau. Im Laufe des Liedes verändert sich die Einstellung des Erzählers: Als der Refrain zum ersten Mal gesungen wird, meint er, das Scheitern sei niemandes Schuld. Beim zweiten Refrain hält er es hingegen für möglich und beim dritten ist er sich sogar sicher, dass er selbst schuld war. Bei Live-Auftritten variierte Buffett diese Passagen vielfach.

### Bedeutung
Margaritaville wird oft als Ausdruck einer Lebenseinstellung verstanden, die sich als Insel-Eskapismus („Island Escapism“) beschreiben lässt. Für viele Autoren fängt Buffett mit dem Lied die Stimmung eines sorglosen, ausgelassenen Lebens am Strand ein. Margaritaville stehe für einen „hedonistischen Traum, in dem es überhaupt keine Neun-bis-Fünf-Plackerei gibt“. Für andere beschreibt er auch das Leben eines Menschen, der sich nach dem Ende einer Beziehung in einer Krise befindet und monatelang orientierungslos am Strand herumhängt, sodass er das Geschehen aus den Augen verliert und nicht einmal mehr weiß, woher er sein jüngstes Tattoo hat.

## Jimmy Buffetts Studioversionen
Im November 1976 spielte Buffett in den Criteria Studios in Miami seine Version von Margaritaville ein. Die Aufnahme wurde von Norbert Putnam produziert. Buffett sang und spielte Gitarre, die weiteren Instrumente wurden von Mitgliedern von Buffetts langjähriger Begleitband The Coral Reefers gespielt.
Die Single Margaritaville wurde mit Miss You So Badly in den USA auf der B-Seite im Februar 1977 von ABC Records veröffentlicht. Die Singleversion hat eine Länge von 3:20 Minuten. Bereits einen Monat zuvor war ebenfalls bei ABC Buffetts Album Changes In Latitudes, Changes In Attitudes erschienen. Es enthält eine 50 Sekunden längere Version von Margaritaville (4:09 Minuten), die im Gegensatz zur Singleversion zwischen dem zweiten Refrain und der dritten Strophe einen ausgedehnten Instrumentalteil aufweist.

## Erfolge
Margaritaville erreichte 1977 in den USA Platz 8 der Billboard Hot 100 und Platz 13 der Country-Charts; in Kanada kam das Lied auf Platz 4 der Canada Top Singles. Es wurde zu Buffetts erfolgreichstem Song und gehörte zu seinen Big 8, den acht Stücken, die er bei jedem Konzert spielte.

## Coverversionen und Versionen mit eigenen Texten
Im Laufe der Jahre entstanden etwa 30 Coverversionen von Margaritaville mit dem Originaltext von Jimmy Buffett. Zu den Interpreten, die das Lied neu einspielten, gehörten Don Henley und der US-amerikanische Country-Sänger Alan Jackson. Jackson veröffentlichte 1999 auf seinem Album Under the Influence eine Version, an der Buffett als Hintergrundsänger beteiligt war.
1977 erschienen zwei Versionen mit deutschsprachigen Texten: Juliane Werdings Lied Sonnenbrand in Westerland hatte einen von Hans-Ulrich Weigel geschriebenen Text, während Wencke Myhres Trotz alledem bist Du mir die Erfahrung wert von Norbert Hammerschmidt verfasst wurde.

## Margaritavilleund Key West

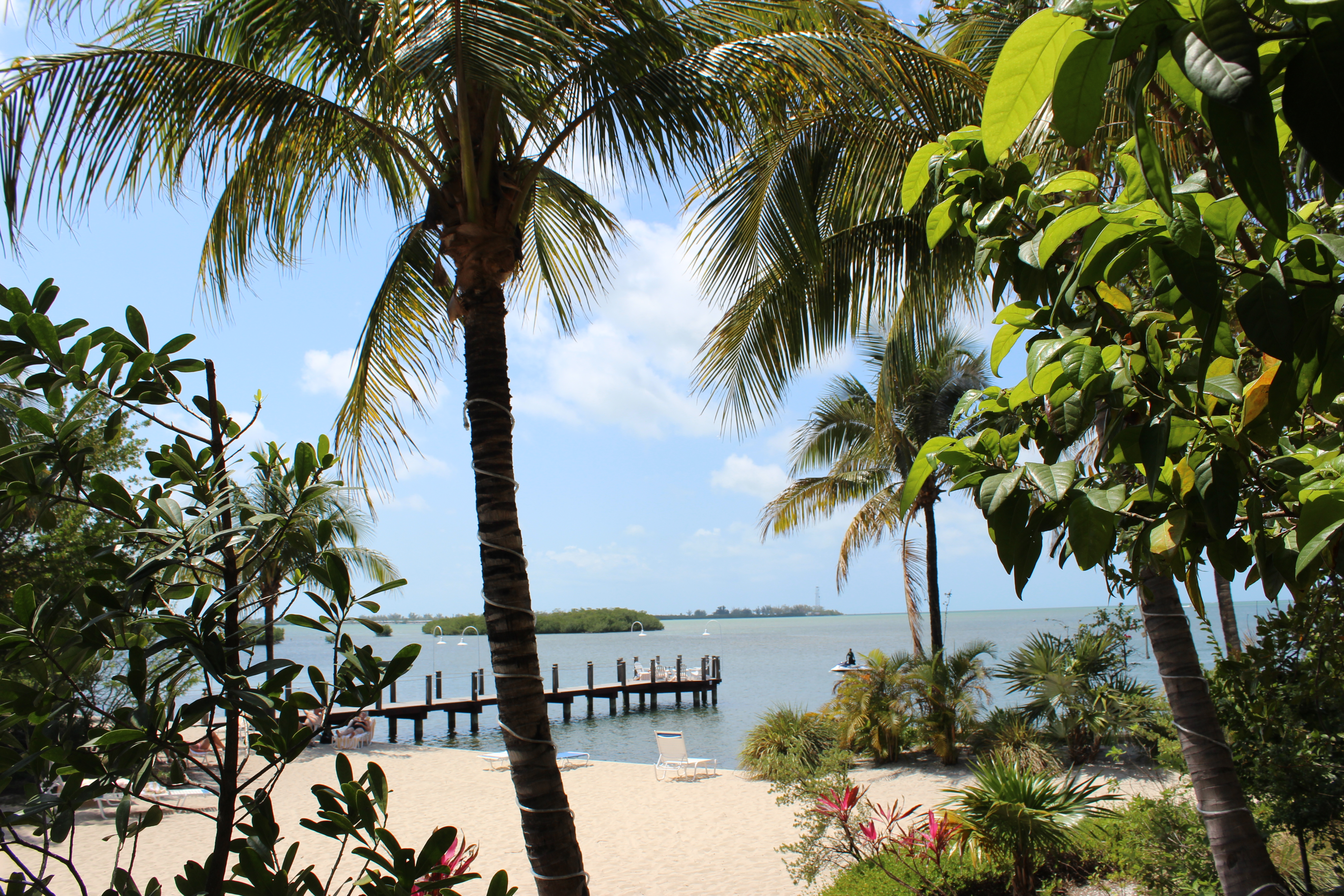
Strand von Key West

Margaritaville ist ein fiktiver Ort. Obwohl der Text die Florida Keys bzw. Key West nicht ausdrücklich nennt, wird er üblicherweise mit Key West gleichgesetzt. Margaritaville verströme „aus jeder Pore die Aura von Key West“. Buffett wurde mit dem Lied neben Ernest Hemingway zu einer weiteren „Ikone für Key West“.
Die Bedeutung des Liedes für den Ort wird unterschiedlich bewertet. Einigkeit besteht noch darin, dass Margaritaville den Tourismus in Key West förderte. Manche meinen, dass der von Buffetts Lied angestoßene Massentourismus Key West nachteilig verändert habe: Buffett habe „den Ort, über den er gesungen hat, getötet“. Jimmy Buffett sagte, diese Entwicklung habe bereits früher eingesetzt. 1980 sagte er in einem Interview, er habe Margaritaville geschrieben, weil er enttäuscht davon war, dass aus Key West eine reine Touristenfalle geworden sei. Er habe an die Plätze erinnern wollen, an denen er früher herumgehangen habe und die inzwischen in billige Geschenkeläden verwandelt worden seien.

## Jimmy Buffett’s Margaritaville

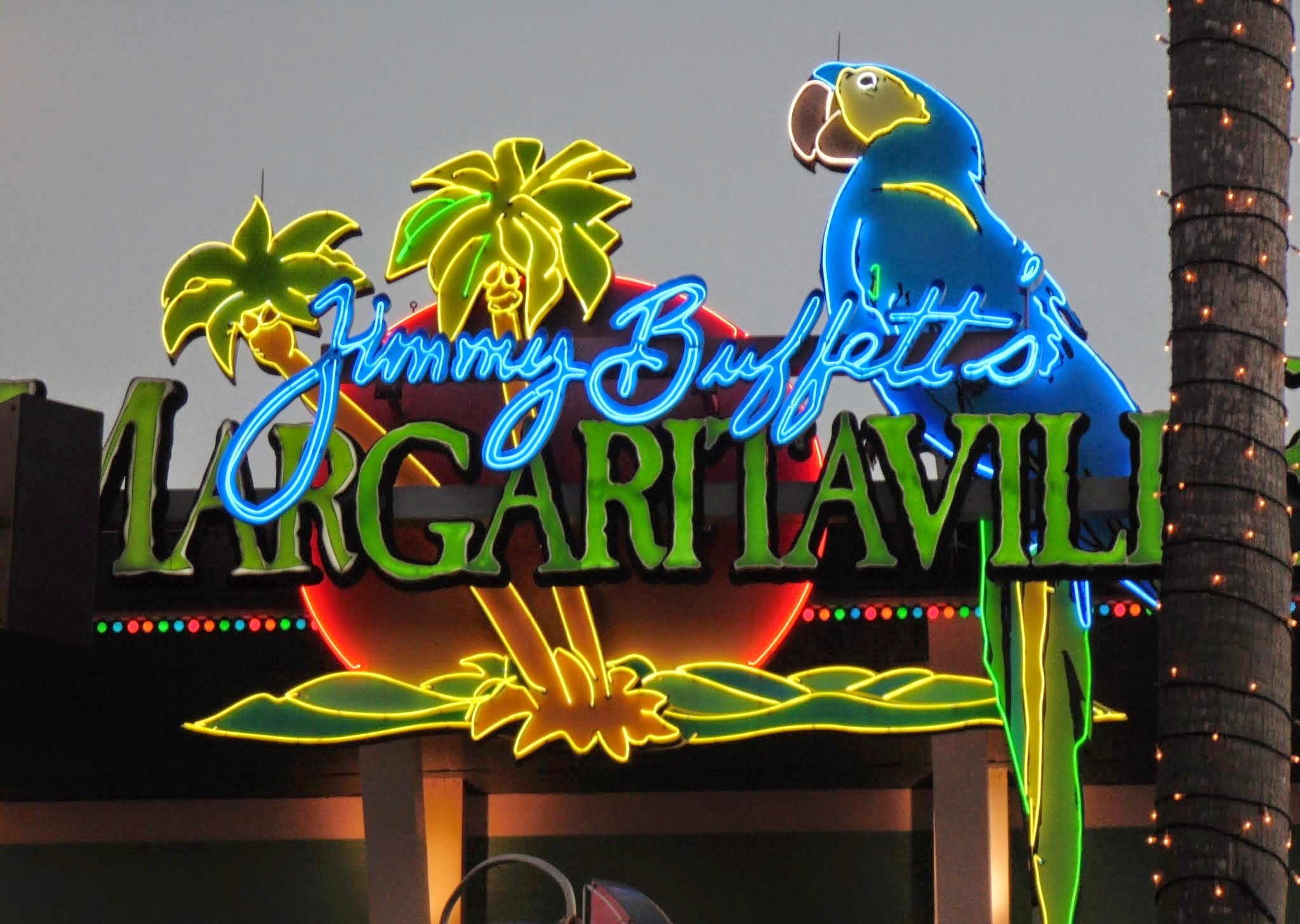
Jimmy Buffett’s Margaritaville in Orlando, Florida

Zu Beginn der 1980er-Jahre begann Buffett, den Begriff Margaritaville unternehmerisch zu nutzen. Auslöser war ein Rechtsstreit mit der Restaurantkette Chi-Chi’s, die sich ohne sein Wissen den Begriff Margaritaville für einen Cocktail hatte schützen lassen. Buffett ging als Gewinner aus dem Verfahren heraus. Er verwertete danach die Markenrechte an Margaritaville mit großem Erfolg.
Zunächst eröffnete er ein Bekleidungsgeschäft in Key West. Nach und nach entwickelte sich daraus das Unternehmen Jimmy Buffett’s Margaritaville, das in ganz Nordamerika unter dem Namen Margaritaville Restaurants, Cafés, Hotels, Ferienresorts und Casinos betreibt und seit 2021 auch Kreuzfahrten anbietet. Teilweise wird der Name auch von Franchisenehmern genutzt. Außerdem war Buffett an der Restaurantkette Cheeseburger in Paradise beteiligt. Die Einnahmen aus diesen Geschäften machten Buffett äußerst wohlhabend. Die Zeitschrift Forbes führte ihn als Milliardär in der Liste The World’s Billionaires.

## Margaritavillein Gerichtsverfahren
2015 wurde Margaritaville in einem Rechtsstreit zwischen einem Tätowierer und der Stadt Key West zitiert. Key West versuchte zu dieser Zeit, Tattoostudios aus der Stadt zu drängen und Neueröffnungen zu verhindern. Ein Tätowierer, der ein Geschäft in Key West eröffnen wollte, hatte die Stadt verklagt (Rechtsstreit Buehrle vs. City of Key West). Die Stadt argumentierte, dass betrunkene Besucher durch die Präsenz von Tattoostudios verleitet werden könnten, sich Tätowierungen stechen zu lassen, die sie eigentlich gar nicht wollten.
Zur Unterstützung dieser Argumentation verwies sie auf Buffetts Margaritaville, in dem ein Tattoo ungeklärter Herkunft eine Rolle spielt. Die Gegenseite griff die Argumentation auf und führte aus, dass der Erzähler in Buffetts Lied sich keineswegs über das Tattoo beklagt, sondern die Schönheit des Mädchens hervorgehoben habe. Am Ende gewann der Tätowierer.